# Stugusmyren
Stugusmyren är en sjö i Rättviks kommun i Dalarna och ingår i Dalälvens huvudavrinningsområde.